# Dzsúdló
Juhász Márton, művésznevén Dzsúdló (Mezőzombor, 1997. szeptember 29.–) magyar pop/trap előadó, dalszövegíró.
2019-ben robbant be a köztudatba szókimondó, önreflexív dalaival.

## Fiatalkora
Mezőzomboron, egy borsodi faluban nevelkedett, vallásos családban, édesanyja hitoktató, nagymamája sekrestyés, nagypapája pedig kántor volt. Már általános iskolában elkezdett foglalkozni az énekléssel, később pedig a Miskolci Zrínyi Ilona Gimnázium dráma tagozatára járt, ahol Young Majréval (Maier Péterrel) zenélt, és akkoriban alapítottak is egy indie rockbandát. Falunapokra is jártak előadni, és még saját próbatermük is volt, ahol tudtak gyakorolni.
Juhász Márton nem ismeretlen a slam poetryben jártasaknak. 2017-ben Maier Péter és Juhász (Munkatársak nevű formáció) nyerte az 5. Team Slam Országos Bajnokságot. Ebből alakult meg a sideprojektjük, a The Coworkers, amihez Pintér Kristóf “Signo” csatlakozott mint dobos-basszeros.

## Nevének eredete
Dzsúdló vezetékneve Juhász, és emiatt sokszor Dzsú-nak becézték őt. Egyszer az egyik barátja véletlenül Dzsúdlónak hívta, Mártonnak pedig ez a név nagyon megtetszett, és azóta ezt használja a színpadon.

## Karrier

### Holdudvar projekt
Dzsúdló 2019-ben a barátaival elkezdte a Holdudvar projektet. A banda egy 12 tagból álló kollektíva, és főként rapperekből, producerekből áll. Létrejöttét egy szerencsés véletlen okozta, mivel a társaságban sokan ráeszméltek arra, hogy mennyien szeretnek zenélni, és a tagok közül mindenki kedvelte a Brockhamptont, egy ehhez hasonló hiphop kollektívát szerettek volna létrehozni.

### Dzsúdló projekt
Dzsúdló a szülinapjára kapott egy beatet két Holdudvar tagtól, és írt is egy szöveget a zenealaphoz. A szám az Unom címet kapta, és fél év kellett ahhoz, hogy kiadják, mivel sok elvárása volt Marcinak. Többek között szeretett volna egy rúdtáncost a kliphez és lámpaparkot is, ez okozta a dal késői kiadását. Később megjelent a Hiszti a Minden és a Lej című száma is, a daloknak köszönhetően Dzsúdló egyre ismertebb előadóvá kezdett válni Magyarországon.
Dzsúdló első albuma 2020 áprilisában jelent meg, a Fotofóbia nevet kapta, és 10 szám található rajta. A legnépszerűbb szám a lemezen a Lil Frakkal közös Lej, a zene többmilliós nézettséget produkált a YouTube-on. Az album szűk egy év alatt több mint 700 ezer streamet ért el Spotify-on, és Magyarország egyik legtöbbet hallgatott előadójává emelte az énekest. Dzsúdló az albumon a felnőtté válását szeretné bemutatni, és a fiatalkortól való elszakadást. A zenék szövegeiben minden olyan problémáról hallhatunk, amit egy átlagos tinédzser/fiatal megél, beleértve a depressziót, szorongást és a szerelmi csalódásokat.
A pandémia miatt a lemezdebütáló koncertek minimális mennyiségűre csökkentek, de Dzsúdlónak mégis sikerült egy dupla sold out koncertet letudnia az Akvárium Nagy Hallban.
2020 szeptemberében megjelent Ennyi című dala, amely egy új fejezetet nyitott a zenész történetében, ezt követte a novemberben megjelenő Para, amely az előadó egy bevállalósabb oldalát mutatta meg.
A díjak és az elismerések mellett folyamatosan új számokon dolgozott, második albuma 2021 júliusában jelent meg, a Szörnyeteg nevet viseli, 10 szám található rajta.
A Dzsúdló középpontjában épp az van, ami a korábbi formációkban háttérbe szorult: a szöveg. A frappáns, önreflexív dalszövegeken és Schmidt Gergő, azaz Tembo zenei alapjain keresztül születik meg az egyedi rap-trap-pop stílusötvözet, ami a Dzsúdlót jellemzi, habár egy interjúban elmondta, hogy nem tekint magára rapperként.

## Díjai
- MTV EMA – Legjobb magyar előadó (2020)[3]
- Fonogram-díj – Az év felfedezettje (2021)[4]

## Diszkográfia

### Nagylemezek
| Év   | Album                                      | Legmagasabb helyezés     | Minősítés          |
| Év   | Album                                      | Album Top 40 slágerlista | Minősítés          |
| ---- | ------------------------------------------ | ------------------------ | ------------------ |
| 2020 | Fotofóbia - Megjelenés: 2020. április 4.   | 11                       | 5×-ös platinalemez |
| 2021 | Szörnyeteg - Megjelenés: 2021. július 29.  | 15                       | Platinalemez       |
| 2023 | KINCUGI - Megjelenés: 2023. szeptember 12. | 1                        | Platinalemez       |

### Középlemezek
| Év   | Album                                                      | Legmagasabb helyezés     | Minősítés |
| Év   | Album                                                      | Album Top 40 slágerlista | Minősítés |
| ---- | ---------------------------------------------------------- | ------------------------ | --------- |
| 2020 | Supersize Livesession 2020 - Megjelenés:2020. december 11. | –                        |           |
| 2022 | Live Session 2022 - Megjelenés: 2022. december 20.         | –                        |           |
| 2024 | rabiga - Megjelenés: 2024. augusztus 10.                   | 2                        |           |

### Kislemezek
| Év   | Dal                      | Legmagasabb helyezés | Legmagasabb helyezés | Legmagasabb helyezés | Legmagasabb helyezés | Legmagasabb helyezés | Legmagasabb helyezés | Legmagasabb helyezés   | Album                  |
| Év   | Dal                      | Mahasz               | Mahasz               | Mahasz               | Mahasz               | Mahasz               | Mahasz               | Billboard              | Album                  |
| Év   | Dal                      | Rádiós Top 40        | Editors' Choice      | Magyar Rádiós Top 40 | Dance Top 40         | Single Top 40        | Stream Top 40        | Hungary Songs          | Album                  |
| ---- | ------------------------ | -------------------- | -------------------- | -------------------- | -------------------- | -------------------- | -------------------- | ---------------------- | ---------------------- |
| 2019 | Unom                     | -                    | -                    | -                    | -                    | -                    | -                    | -                      | Nem jelent meg albumon |
| 2019 | Baj lesz                 | -                    | -                    | -                    | -                    | -                    | -                    | -                      | Nem jelent meg albumon |
| 2019 | Minden                   | -                    | -                    | -                    | -                    | -                    | -                    | -                      | Fotofóbia              |
| 2020 | Sprint                   | -                    | -                    | -                    | -                    | -                    | -                    | -                      | Fotofóbia              |
| 2020 | Reggel                   | -                    | -                    | -                    | -                    | -                    | -                    | -                      | Fotofóbia              |
| 2020 | Hiszti                   | -                    | -                    | -                    | -                    | -                    | -                    | -                      | Fotofóbia              |
| 2020 | Lej (feat. Lil Frakk)    | -                    | -                    | -                    | -                    | -                    | 13                   | 21                     | Fotofóbia              |
| 2020 | Spanom                   | -                    | -                    | -                    | -                    | -                    | 38                   | -                      | Fotofóbia              |
| 2020 | Ennyi                    | -                    | -                    | -                    | -                    | -                    | 35                   | -                      | Nem jelent meg albumon |
| 2020 | Para                     | -                    | -                    | -                    | -                    | -                    | -                    | -                      | Szörnyeteg             |
| 2021 | Állat (feat. Berta'Lami) | -                    | -                    | -                    | -                    | -                    | 30                   | -                      | Szörnyeteg             |
| 2021 | Miért ne?                | -                    | -                    | 40                   | -                    | 29                   | 22                   | -                      | Szörnyeteg             |
| 2021 | Bálnák (feat. Krúbi)     | -                    | -                    | -                    | -                    | -                    | 28                   | -                      | Szörnyeteg             |
| 2022 | Ha meghalok              | -                    | -                    | -                    | -                    | 11                   | 3                    | 4                      | Nem jelent meg albumon |
| 2022 | Várnék (feat. Azahriah)  | -                    | -                    | -                    | -                    | 11                   | 1                    | 1                      | Nem jelent meg albumon |
| 2022 | Ha eddig nem kellettem   | 38                   | -                    | 20                   | -                    | 19                   | 12                   | 17                     | Nem jelent meg albumon |
| 2023 | Függő                    | -                    | -                    | -                    | -                    | 7                    | 10                   | 12                     | Kincugi                |
| 2023 | Rosszlány                | -                    | -                    | -                    | -                    | 8                    | 15                   | 21                     | Kincugi                |
| 2023 | Keringő                  | -                    | -                    | -                    | -                    | 10                   |                      | 14                     | Kincugi                |
| 2024 | Kelet (Signóval)         | -                    | -                    | -                    | -                    | 5                    | 4                    | rabiga                 |                        |
| 2024 | lánc                     | -                    | -                    | -                    | -                    | 8                    | 8                    | rabiga                 |                        |
| 2024 | egyszerű                 | -                    | -                    | -                    | -                    | 12                   | 12                   | rabiga                 |                        |
| 2024 | díva (feat. DESH)        | -                    | -                    | -                    | -                    | 7                    | 6                    | rabiga                 |                        |
| 2025 | SÖTÉT                    | -                    | -                    | 27                   | -                    | 2                    | 2                    | Nem jelent meg albumon |                        |
| 2025 | STRESSZ                  | -                    | -                    | -                    | -                    | 1                    | 1                    | Nem jelent meg albumon |                        |

### Egyéb slágerlistás dalok
| Év   | Dal               | Legjobb helyezés | Legjobb helyezés | Legjobb helyezés     | Legjobb helyezés | Legjobb helyezés | Legjobb helyezés | Legjobb helyezés | Album      |
| Év   | Dal               | Mahasz           | Mahasz           | Mahasz               | Mahasz           | Mahasz           | Mahasz           | Billboard        | Album      |
| Év   | Dal               | Rádiós Top 40    | Editors' Choice  | Magyar Rádiós Top 40 | Dance Top 40     | Single Top 40    | Stream Top 40    | Hungary Songs    | Album      |
| ---- | ----------------- | ---------------- | ---------------- | -------------------- | ---------------- | ---------------- | ---------------- | ---------------- | ---------- |
| 2021 | Pont én           | -                | -                | -                    | -                | -                | 36               | -                | Szörnyeteg |
| 2021 | Virágok           | -                | -                | -                    | -                | -                | 30               | -                | Szörnyeteg |
| 2023 | TÚL SOK A TUNE    | -                | -                | -                    | -                | 19               |                  | -                | KINCUGI    |
| 2023 | SZORONGÓ          | -                | -                | -                    | -                | 24               | -                |                  | KINCUGI    |
| 2023 | SEMMI             | -                | -                | -                    | -                | 18               | -                |                  | KINCUGI    |
| 2023 | ≥ LÁNY            | -                | -                | -                    | -                | 16               | 19               |                  | KINCUGI    |
| 2023 | ERNŐ              | -                | -                | -                    | -                | 13               | 21               |                  | KINCUGI    |
| 2023 | NE TAKARD EL      | -                | -                | -                    | -                | 15               | 24               |                  | KINCUGI    |
| 2023 | GYŰLÖLJ           | -                | -                | -                    | -                | 35               | -                |                  | KINCUGI    |
| 2023 | SPANOM 2          | -                | -                | -                    | -                | 39               | -                |                  | KINCUGI    |
| 2023 | TAVALY TÉLEN      | -                | -                | -                    | -                | 32               | -                |                  | KINCUGI    |
| 2023 | MAUI              | -                | -                | -                    | -                | 25               | -                |                  | KINCUGI    |
| 2023 | NEM ALSZOM OTTHON | -                | -                | -                    | -                | 38               | -                |                  | KINCUGI    |
| 2024 | két év            | -                | -                | -                    | -                | 28               | 24               | rabiga           |            |

### Közreműködések
| Év   | Dal                                                           | Legjobb helyezés | Legjobb helyezés | Legjobb helyezés     | Legjobb helyezés | Legjobb helyezés | Legjobb helyezés | Legjobb helyezés | Album                  |
| Év   | Dal                                                           | Mahasz           | Mahasz           | Mahasz               | Mahasz           | Mahasz           | Mahasz           | Billboard        | Album                  |
| Év   | Dal                                                           | Rádiós Top 40    | Editors' Choice  | Magyar Rádiós Top 40 | Dance Top 40     | Single Top 40    | Stream Top 40    | Hungary Songs    | Album                  |
| ---- | ------------------------------------------------------------- | ---------------- | ---------------- | -------------------- | ---------------- | ---------------- | ---------------- | ---------------- | ---------------------- |
| 2019 | HEPIMIL (Lil Frakk, D. Koms dal, közreműködik Dzsúdló)        | -                | -                | -                    | -                | -                | -                | -                | Brokaz                 |
| 2020 | Toldi (Kapitány Máté dal, közreműködik Dzsúdló)               | -                | -                | -                    | -                | -                | -                | -                | (y)                    |
| 2022 | Mielőtt megismertelek (Halott Pénz dal, közreműködik Dzsúdló) | 18               | 3                | 1                    | -                | 6                | 35               | -                | Nem jelent meg albumon |
| 2022 | Sajnálom (LUCA dal, közreműködik Dzsúdló)                     | -                | -                | -                    | -                | -                | 39               | 19               | Nem jelent meg albumon |
| 2022 | Pisztoly (Lil Frakk, D. Koms dal, közreműködik Dzsúdló)       | -                | -                | -                    | -                | -                | -                | -                | Frakkenstein           |
| 2023 | Nagy kétség (Blind Myself dal, közreműködik Dzsúdló)          | -                | -                | -                    | -                | -                | -                | -                | Az idő dönti el        |
| 2025 | Entitás (Manuel dal, közreműködik Dzsúdló)                    | -                | -                | -                    | -                | 5                |                  | 6                | Orgonabokor            |
| 2025 | Szép (Krúbi, Dzsúdló, Sisi, BEATó dal)                        | -                | -                | -                    | -                | 21               | 19               | Spontán Kollabok |                        |